# Gonatus antarcticus
Espèce
Statut de conservation UICN

 LC  : Préoccupation mineure
Gonatus antarcticus est une espèce de mollusque céphalopode de la famille des Gonatidae.